# Брайчевский, Михаил Юлианович
Михаил Юлианович Брайчевский (1924—2001) — советский и украинский историк и археолог. Заслуженный деятель науки и техники Украины.

## Биография
Родился в 1924 году в Киеве в семье Юлиана Карловича Брайчевского — выходца из западно-украинской шляхты греко-католического вероисповедания и русской дворянки Веры Архиповны Брайчевской, в девичестве Виноградовой. В 1948 году закончил Киевский университет. В 1955 году защитил кандидатскую диссертацию на тему «Римская монета на территории Украины». В 1989 году защитил докторскую диссертацию на тему «Восточные славяне 1 тыс. н. э.». Заслуженный деятель науки и техники, почётный профессор Киево-Могилянской академии.
Брайчевский был сторонником ряда спорных концепций, таких, как «Аскольдова летопись» и «славянские руны». Он считал, что первое массовое крещение Киева и создание там митрополии произошло при Аскольде и патриархе Фотии в 860-х годах (Фотиево крещение). Брайчевский разделял точку зрения Бориса Рыбакова на то, что история принятия христианства Аскольдом и его сторонниками в Киеве была искажена по инициативе Мстислава Владимировича. Брайчевский также полагал, что гибель Аскольда была связана с тем, что в Киеве по-прежнему оставались сторонники язычества. Считал, что термин Русь был не исконно славянским, а заимствован у одного из этнических компонентов Подонья, Приазовья, Северного Кавказа в VI—VII веках. Названия днепровских порогов он выводил к иранским корням. Писал о важности археологического изучения памятников Позднего Средневековья и раннего Нового времени.

## Оценки деятельности
А. В. Комар называет М. Ю. Брайчевского убеждённым автохтонистом и «романтиком-славянофилом». Г. В. Корзухина считала интерпретации археологических материалов, предложенные М. Ю. Брайчевским, тенденциозными. Д. Т. Березовец упрекал Брайчевского в предвзятом отношении к датировке черняховской культуры, а также в ложном изложении выводов других учёных. По мнению Я. С. Лурье, для подкрепления своих исторических построений М. Ю. Брайчевский имитировал источниковедческий и текстологический анализ, нарушая логический порядок доказательства. На протяжении своей научной деятельности М. Ю. Брайчевский игнорировал критические замечания и аргументы других исследователей, что неоднократно отмечалось в литературе. А. М. Обломский заметил, что в трудах Брайчевского отсутствует система археологических аргументов, в частности, типологический и хронологический анализ материалов.

## Книги и статьи
- Когда и как возник Киев (1963)
- У истоков славянской государственности (1964)
- Происхождение Руси (1968)
- Утверждение христианства на Руси. Киев: Наукова думка, 1989
- Конспект истории Украины (1998)
- Происхождение славянской письменности (1998)
- Присоединение или воссоединение? (1968, опубликовано в 1999)